# Лисичанская улица (Санкт-Петербург)
Лисича́нская улица — улица в Приморском районе Санкт-Петербурга, проходящая от Вазаского переулка до Торжковской улицы.
Улица застроена в основном заводскими корпусами и офисными зданиями, хотя на ней имеется и несколько жилых домов. К улице примыкают комплексы абразивного завода «Ильич», завода художественных красок и НПО «Гидроэнергопром». В конце улицы, у её пересечения с Торжковской, находится гостиница «Выборгская».

## История
С середины XIX века улица называлась Никольской, а с 1871 года — Головинской, по фамилии владельцев дачной местности Головиных (их же именем назван расположенный неподалёку Головинский мост). Тогда магистраль начиналась от Белоостровской улицы. В декабре 1952 года улицу переименовали в память об освобождении советскими войсками во время Великой Отечественной войны города Лисичанска. При этом часть улицы от Белоостровской улицы до Вазаского переулка вошла в состав последнего.

## Адреса
- Дом 6 / Вазаский переулок, д. 6 — доходный дом, 1912—1913. Проект архитектора Н. С. Резвого. Начат техником Владимиром Алексеевичем Теремовским.
- Дом 18 / Набережная Чёрной речки 15 — доходный дом С. И. Михина , 1912—1913. Проект инженера С. И. Михина и архитектора С. Г. Бродского.

## Пересечения
- Вазаский переулок
- Сердобольская улица
- улица Графова
- Старобельская улица
- Торжковская улица